# Johann Franz Michiels
Johann Franz Michiels, dit aussi Jean François Michiels, né le 5 octobre 1823 à Bruges dans le royaume uni des Pays-Bas et mort le 21 janvier 1887 à Cologne dans la province de Rhénanie, est un sculpteur et photographe belgo-prussien.

## Biographie
Michiels est le fils du boucher brugeois Bruno-Bernard Michiels et de son épouse Anna de Groote. En suivant des cours du soir à l'Académie des beaux-arts de Bruges, il se forme au métier de sculpteur d'art sacré. En 1844, il fonde dans sa ville natale un atelier de fabrication de bancs d'église et de chaires. La même année, il épouse Rosalie-Francisca Verriest, née à Bruges.

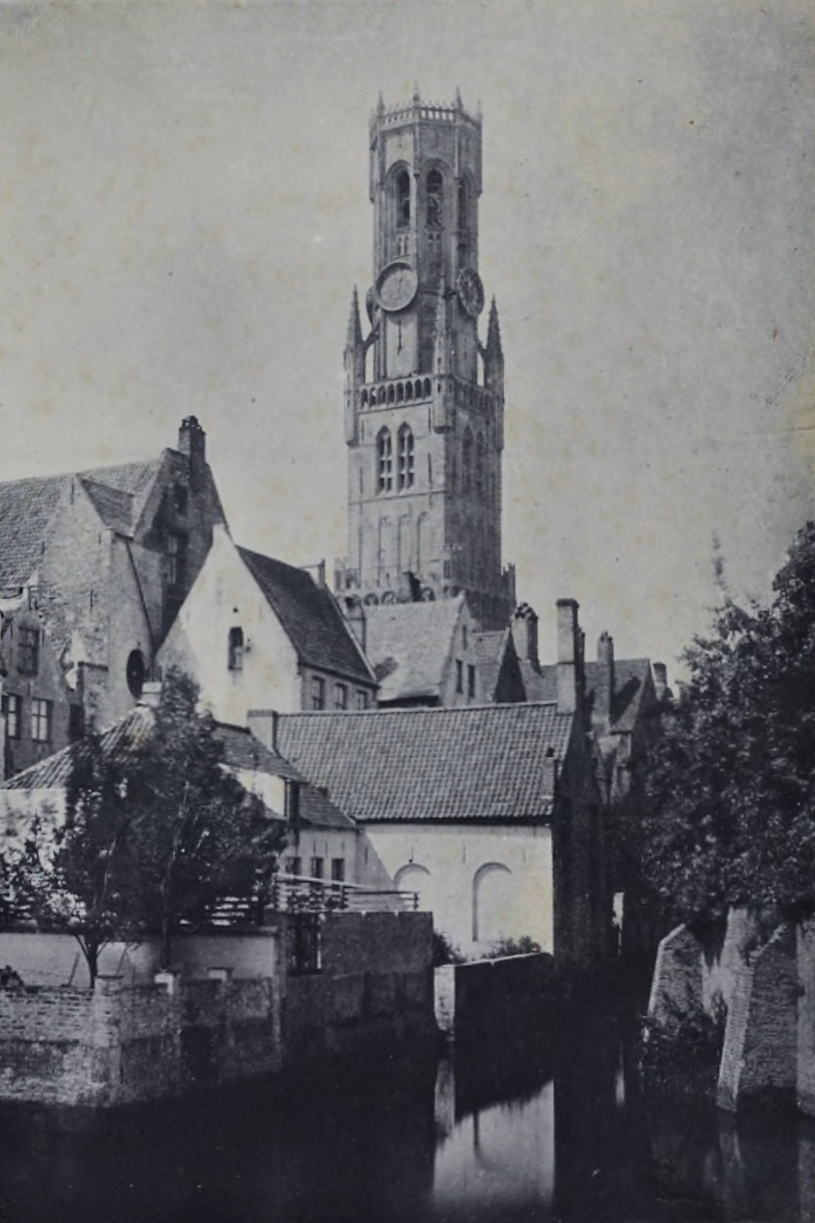
Le Beffroi de Bruges, photographie, 1848.

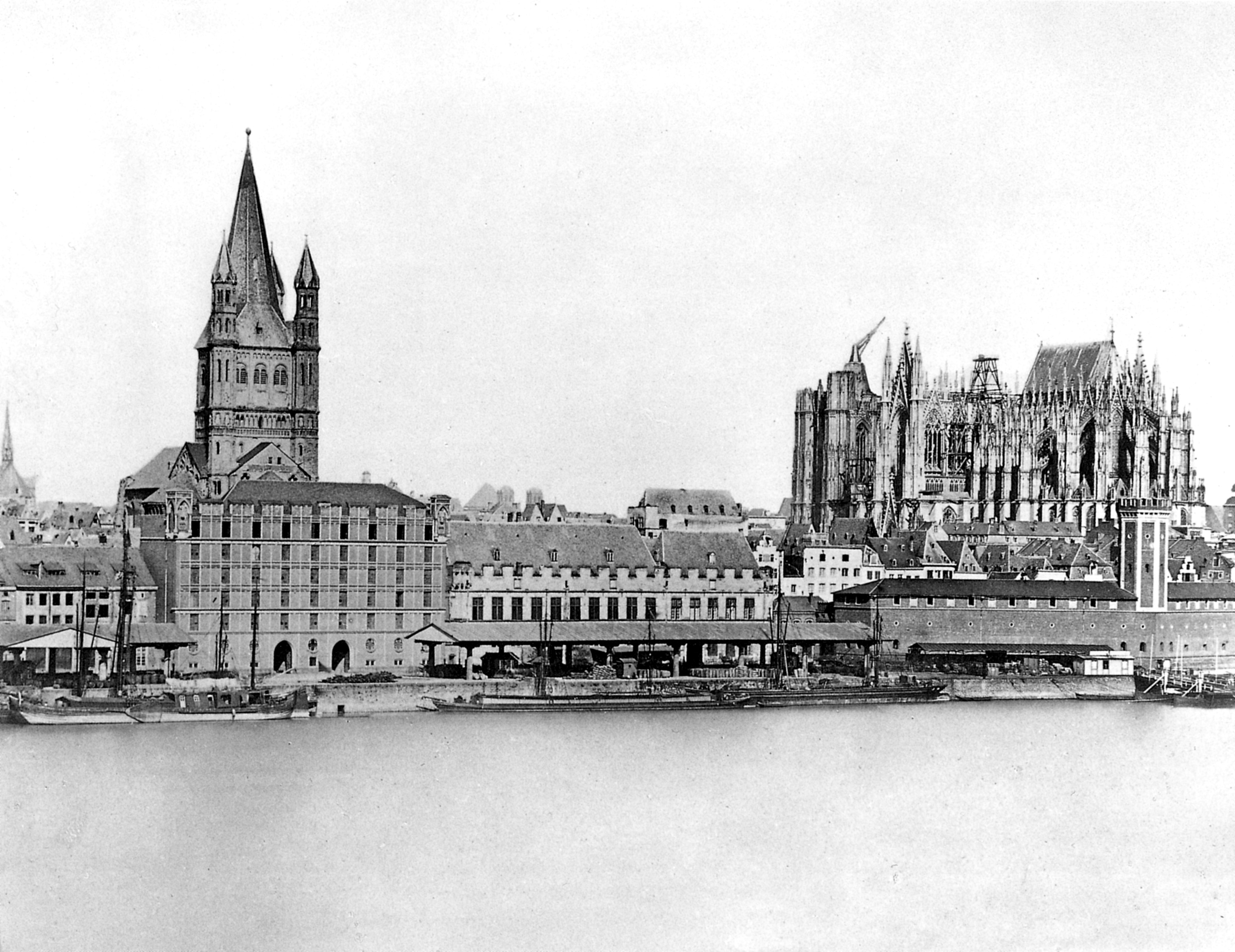
Panorama de Cologne avec l'Église Saint-Martin de Cologne (Groß St. Martin) et la cathédrale, 1856.

Il s'oriente très tôt vers la photographie, peut-être grâce aux contacts avec la première "Imprimerie photographique" de Louis Désiré Blanquart-Évrard à Loos. Une vue que Michiels crée du beffroi de Bruges remonte à 1848. En 1852, il reçoit la commande de l'éditeur d'art de Cologne Franz Carl Eisen (1812-1861) de photographier les vitraux bavarois (de) de la cathédrale de Cologne ; ces photographies sont publiées en 1854 avec un texte en allemand, français et anglais. À Cologne, Michiels fait de la cathédrale le sujet le plus important de sa photographie d'architecture et photographie également d'autres monuments en Rhénanie et en Belgique. Les vues de la cathédrale de Cologne et d'autres photographies qu'il expose à l'Exposition universelle de 1855 à Paris lui valent une médaille d'argent de première classe. Son Panorama de Cologne, créé en 1856, est l'une des premières images panoramiques photographiques d'une ville allemande. En 1857, il publie 60 photographies de sites touristiques dans l’Album von Berlin, Potsdam und Sans-souci.
En 1855, il acquiert la nationalité prussienne. En 1857, il devient associé dans un studio de photographie à Bruges. Il travaille dans le domaine de la photographie de peintures pour l'éditeur de Düsseldorf Adolf Gestewitz. Un atelier que Michiels avait installé à Düsseldorf est repris par le peintre Siegmund Lachenwitz en 1866.
Comme d'autres photographes de Düsseldorf, Michiels appartient à cette époque à l'association artistique Malkasten et participe à une exposition en 1861 avec 40 photos de monuments et de sculptures berlinois.

## Livres de photographies

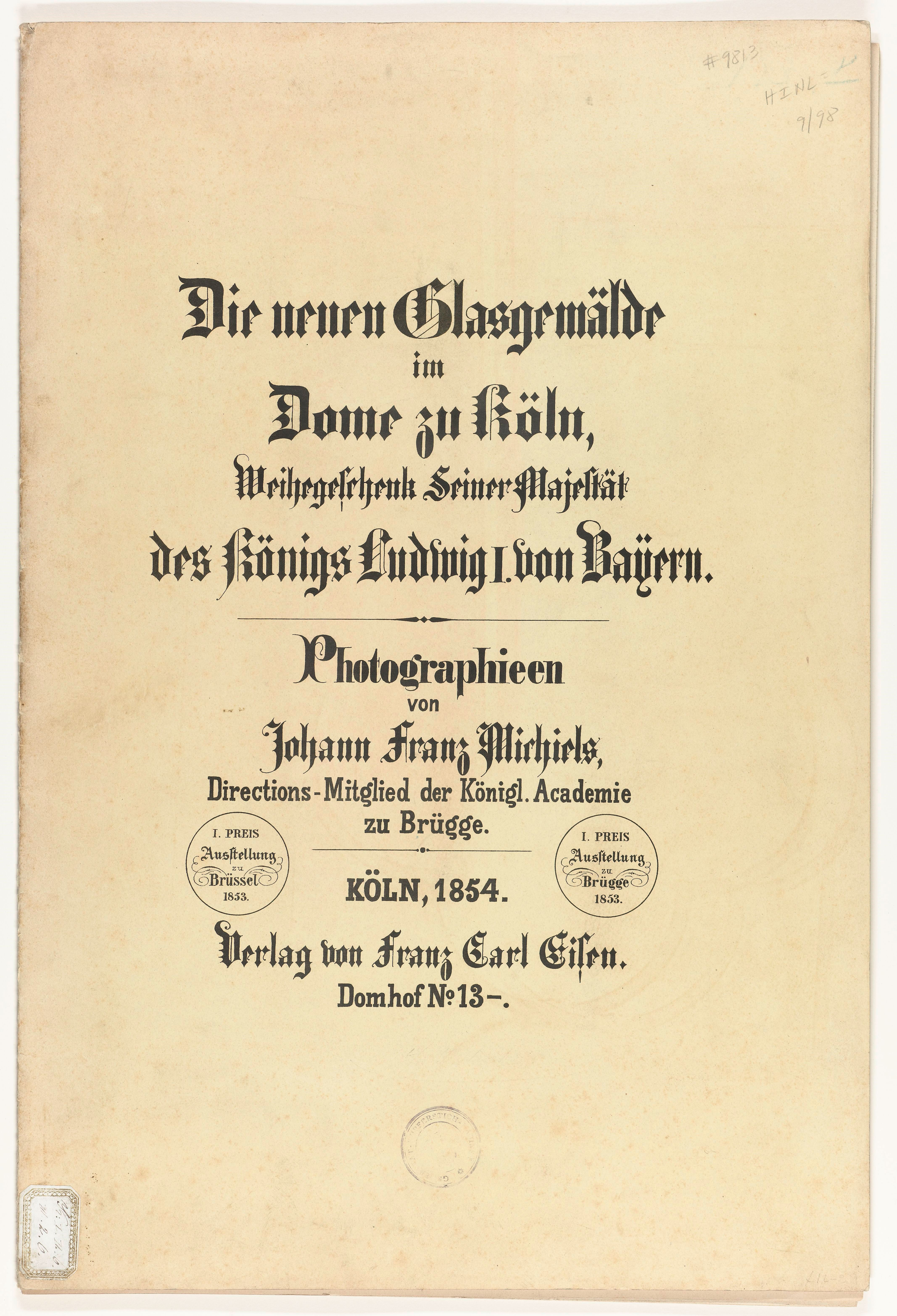
Page de titre de Die neuen Glasgemälde im Dome zu Köln, 1854.

- Die neuen Glasgemälde im Dome zu Köln ... Photographieen von Johann Franz Michiels, Cologne, Franz Carl Eisen, 1854.